# Umel Caabe
Umel Caabe ou Umel Gaabe (em árabe: أم القعاب‎; romaniz.: Umm el-Qa'ab/Umm el Ga'ab; lit. "Mãe dos Potes) é uma necrópole do Antigo Egito em Abidos que foi usada de Nacada IIIa (3300–3200 a.C.) até a I dinastia (3100–2890 a.C.) como cemitério de reis. No nordeste, os túmulos menores e menos elaborados (grupo B) foram escavados por Flinders Petrie no fim do século XIX e começo do XX, e mais recentemente por Werner Kaiser e Günter Dreyer. Vários deles foram identificados como pertencentes a três reis da Dinastia 0 (Iri-Hor, Cá e Narmer) e o primeiro rei da I dinastia (Atótis). Um túmulo (U-j) também foi escavado aqui com mais de 400 vasos importados da Palestina e muitos rótulos de ossos com os primeiros hieróglifos conhecidos.

## Sítio
O sítio de Umel Caabe está a 1,5 quilômetro da terra cultivada no deserto inferior. A leste há o grande uádi de Com Sultão que termina perto do assentamento de Abidos, perto de grandes recintos funerários da I e II dinastias. O cemitério se desenvolveu de norte a sul e consiste em três partes: Cemitério U (pré-dinástico) ao norte; Cemitério B com tumbas da dinastia 0 e começo da I dinastia no meio; complexos tumulares de seis reis e uma rainha da I dinastia e dois reis da II ao sul.
Foram escavados pela primeira vez por Émile Amélineau em 1895-8. Flinders Petrie continuou a escavação do Cemitério B e os complexos posteriores em 1899-1900. Algumas partes foram investigadas novamente em 1911-12 por Thomas Eric Peet e Edouard Naville. Desde 1973, o Instituto Alemão de Arqueologia (DAI) do Cairo vem reexaminando o sítio. Até hoje, partes do Cemitério U, do Cemitério B e dos complexos de Usafedo e Bienequés foram reescavadas, e investigações mais limitadas dos túmulos subsidiários de Quenquenés e nos complexos de Uenefés e Quenerés foram conduzidas.
Desde a Antiguidade, as tumbas foram saqueadas muitas vezes e na maioria das da I dinastia há vestígios de incêndios. As descobertas das primeiras escavações foram em parte vendidas (por Amélineau) e distribuídas para muitas coleções. As mais importantes estão em Berlim, Bruxelas, Cairo, Châteaudun, Chicago (Instituo Oriental), Londres (Universidade Colégio, Museu Britânico), Nova Iorque (Museu Metropolitano de Arte), Oxônia, Paris (Louvre) e Filadélfia (Museu da Filadélfia). Os artefatos encontrados pela missão alemã são armazenados em Abidos.

### Cemitério U
O Cemitério U cobre área de 100 por 200 metros em planalto pouco elevado entre o Cemitério B e a colina Heka-reshu, assim batizada por Petrie ter encontrado chauabtis com tal inscrição. Amélineau relatou que ca. 150-160 tumbas foram escavados por Peet em 1911 e ambos publicaram poucos detalhes da expedição. Na limpeza da superfície do deserto promovida pelo DAI, ca. 400 covas de tumbas e centenas de pequenas covas de oferendas datadas de ao menos o Reino Novo (2055–1650 a.C.) foram mapeadas. Em 1993, ca. 120 tumbas foram investigadas, a maioria na parte central e meridional e algumas no canto noroeste. 

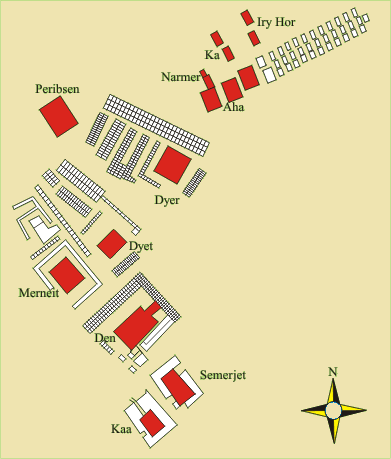
Túmulos dos faraós. Cemitério B

Seu repertório cerâmico pertence à Cultura de Nacada do Alto Egito que foi descrito e classificado por Flinders Petrie e então revisado e reclassificado em subperíodos por Werner Kaiser. Em Nacada I-IIa (4000–3500 a.C.), o cemitério parece ter sido muito indiferenciado, com poucos túmulos com rico espólio, e Nacada IIb-c (3500–3300 a.C.) é sub-representado. Em Nacada IId2 (3250–3200 a.C.), serviu para sepultar a elite, com grandes túmulos abrigando os chefes e seus parentes. Túmulos com câmaras múltiplas de Nacada IIIa (3200–3150 a.C.) e grandes tumbas de câmara única de Nacada IIIa-IIIb (3200–3050 a.C.) pertenceram à sequência de faraós da dita Dinastia 0. O túmulo mais famoso é o U-j, descoberto em 1988, e que pertenceu a Escorpião I. Datado de cerca de 150 antes de Atótis (ca.  3100 a.C.), nele há as primeiras evidências de hieróglifos.

### Cemitério B
O Cemitério B abriga três túmulos duplos da Dinastia 0 (B1/2, B7/9 e B17/18) e dois complexos da I dinastia (B10/15/19+16, B40/50). A área a noroeste ainda é coberta por destroços e nunca foi estudada. A atribuição de Petrie das tumbas aos faraós Iri-Hor (B1/2), Cá (B7), Narmer (B10), Esma(?) (B15) e Atótis (B19) foi bastante aceita até Kaiser rever o relatório. Uma vez que nunca houve qualquer Esma, Kaiser concluiu que as três grandes câmaras (B10/15/19) e as câmaras subsidiárias (B16) pertenciam a Atótis, enquanto os grupos de câmaras duplas eram de seus antecessores Narmer (B17/18), Cá (B7/9) e Iri-Hor (B1/2). Tais sugestões foram confirmadas nas subsequentes escavações do DAI. Em B16, há restos de alguns jovens, com aproximados 20 anos, que devem ter sido mortos quando o faraó foi sepultado. B40, uma grande cova similar em tamanho a B10/15/19, foi descoberta em 1985 e associada por vários egiptólogos ao hipotético "Atótis I", que reinou Atótis (quando este, cujo nome egípcio é Aa, não é associado ao nome grego Atótis de Manetão, mas ao nome também grego Menés). A ideia, porém, não é corroborada pela evidência disponível. B40, de todo modo, nunca foi usado, tal como suas supostas câmaras subsidiárias em B50, e seu possível proprietário (e quiçá sua esposa) devem ter sido sepultados nas câmaras ao sul de B50, onde havia traços de caixões de madeira.

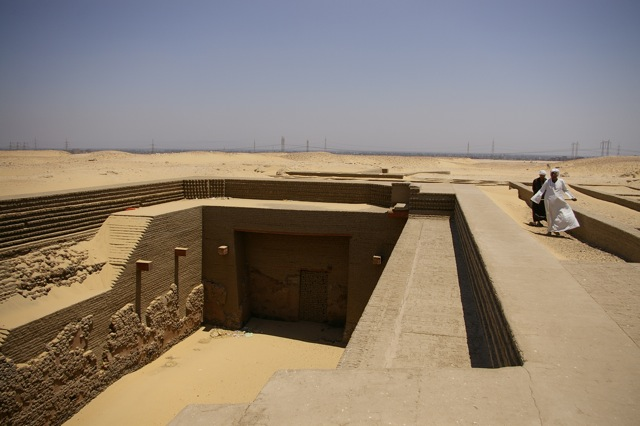
Tumba de Usafedo

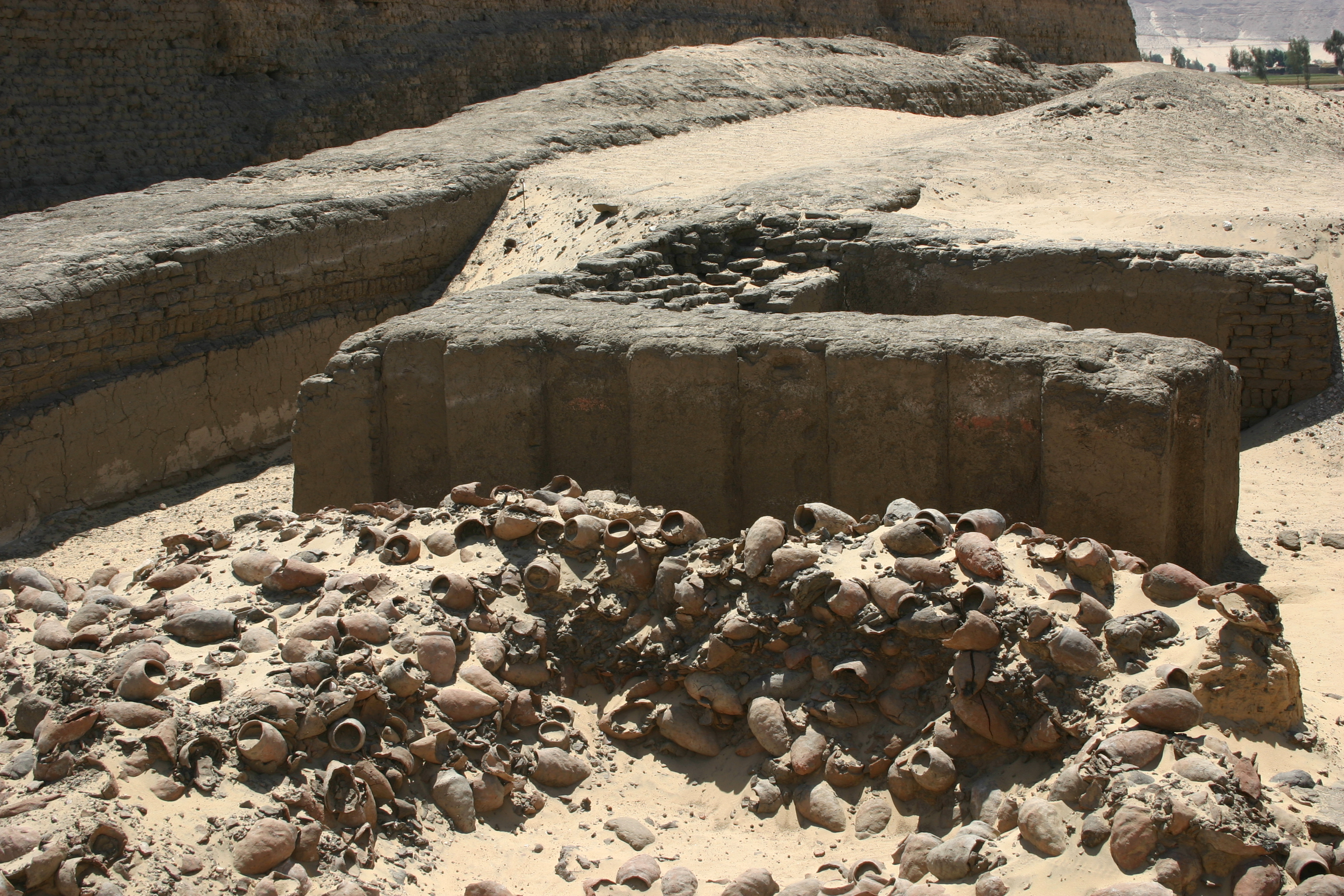
Potes perto do túmulo de Peribessene

No Cemitério B ainda há os complexos de Quenquenés (ca.  3000 a.C.), Uenefés (ca.  1280 a.C.), Usafedo e Merneite (ca.  2950 a.C.), Miebido (ca.  2925 a.C.), Semempsés (ca.  2900 a.C.) e Bienequés (ca.  2890 a.C.), todos da I dinastia, e os de Boco (ca.  2890 a.C.) e Peribessene (ca.  2700 a.C.) da II dinastia. Os da I dinastia são grandes câmaras cercadas por armazéns e câmaras subsidiárias para servos e cães. Todas as câmaras têm grande templo de madeira. A tumba de Usafedo é a primeira com amplo uso de pedra e nela o chão era pavimentado com lajes de granito vermelho e preto. Em sua câmara há ainda uma escava que levava ao complexo, mas que foi bloqueada após o enterramento. Nos sepulcros de Quenquenés e Uenefés, os armazéns estão dentro da câmara central, mas nos seguintes estão junto dos muros externos ou próximos a eles. De Quenquenés a Usafedo, as câmaras subsidiárias estão arranjadas em filas separadas em torno da câmara real, enquanto nos complexos de Semempsés e Bienequés estão ligadas a ela. As tumbas de Boco e Peribessene não possuem câmaras subsidiárias e aquela de Boco, ao contrário de todas as outras, possuem um desenho mais próximo daquelas erigidas em Sacará. Todos os complexos não possuem restos de superestruturas, mas devem ter sido cobertos por um monte de areia. Cada complexo possuía duas grandes estelas com o nome do proprietário, com a de Uenefés sendo a mais famosa, que foi achada por Amélineau e hoje está no Louvre, em Paris. Também há estelas dos ocupantes das câmaras subsidiárias, incluindo os cachorros, mas nenhuma delas foi encontrada in situ.

## Uso posterior
No começo do Reino Médio (2055–1650 a.C.), o sítio ganhou notoriedade por ser associado ao culto de Osíris, que se acreditava ter sido sepultado ali. Isso fez com que o sítio fosse o mais sagrado no Egito, e durante o Reino Novo e Época Baixa (664–332) milhares de peregrinos deixaram enormes quantidades de potes, sobretudo pequenas tigelas chamadas caabe em árabe. Amélineau estimou um total de aproximados oito milhões de potes. Há evidências de que tumbas foram escavadas na XII dinastia (1985–1795 a.C.), quiçá para identificar o local de descanso de Osíris. No túmulo de Bienequés, havia alguns potes do Reino Médio no chão da câmara central e um escada que foi erigida sobre os restas da parte inferior da ponte levadiça. Na tumba de Usafedo, a entrada foi parcialmente restaurada com grandes tijolos não cozidos e sua escadaria apresenta traços de um cal secundário. Ao mesmo tempo, o túmulo de Quenquenés foi convertido em cenotáfio de Osíris, onde um caixão ao deus (com uma inscrição apagada) foi achada por Amélineau.